# 肥累県
肥累県（ひるい-けん）はかつて中国に存在した県。現在の中華人民共和国河北省石家荘市藁城区南西部に位置する。史書によっては肥纍県とも表記される。
前漢により設置され、後漢になると廃止されている 。